# 350 Ornamenta
350 Ornamenta è un asteroide della fascia principale del diametro medio di circa 118,35 km. Scoperto nel 1892, presenta un'orbita caratterizzata da un semiasse maggiore pari a 3,1113773 UA e da un'eccentricità di 0,1562190, inclinata di 24,89994° rispetto all'eclittica.
Il nome dell'asteroide è dedicato al marinaio Hornemann, padre di un membro attivo della Société astronomique de France.